# Granuläre Hornhautdystrophie Typ II
Die Granuläre Hornhautdystrophie Typ II ist eine sehr seltene angeborene Form der granulären Hornhautdystrophie mit unregelmäßig geformten, gut abgegrenzten granulären Ablagerungen zentral oberflächlich im Stroma der Hornhaut und fortschreitender Minderung der Sehschärfe.

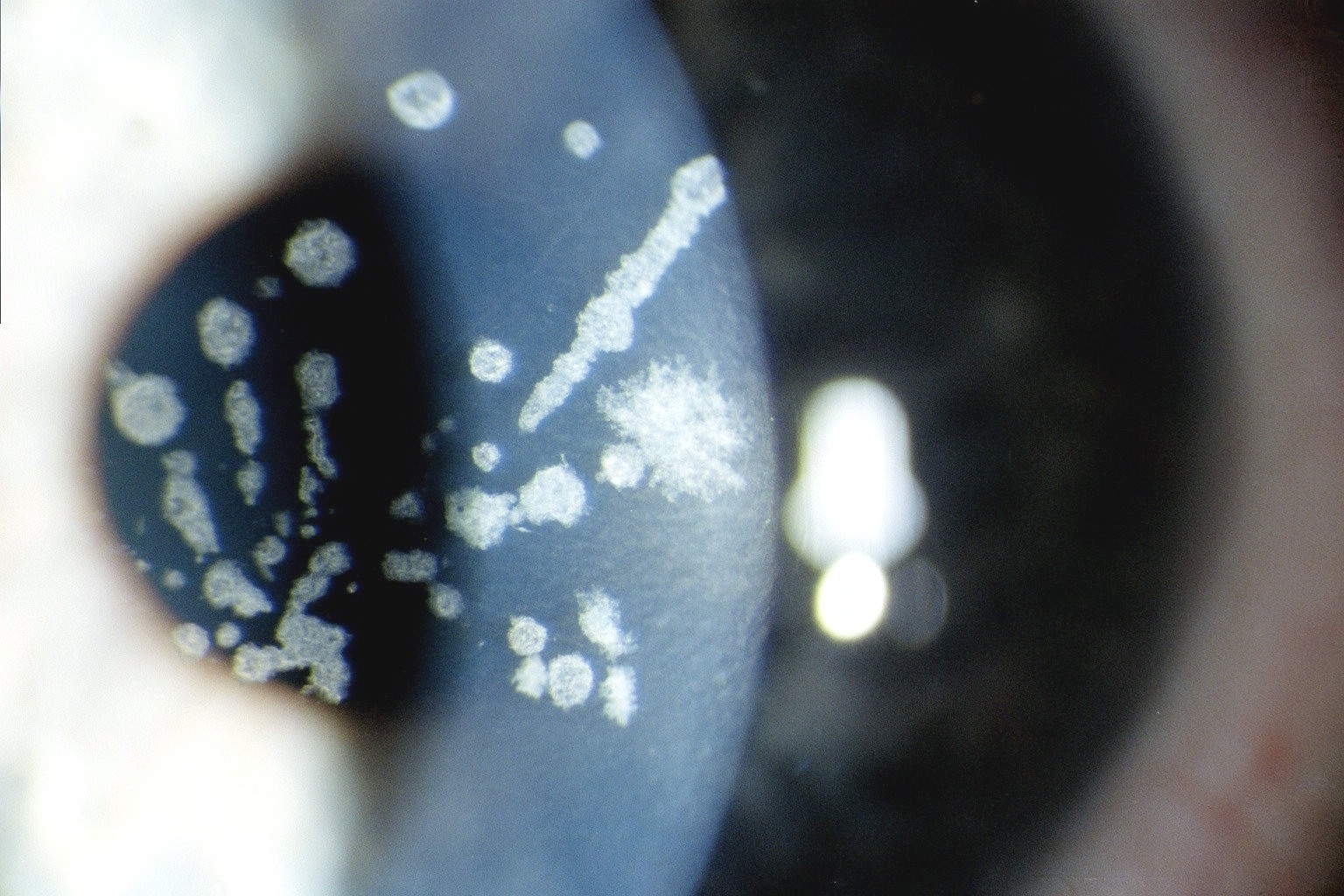
Granuläre Hornhautdystrophie Typ II, unterschiedlich große krümelartige Trübungen im Hornhautstroma, konfluierend zu streifigen und gezackten Formen

Synonyme sind: GCD2; Avellino-Dystrophie; Hornhautdystrophie Typ Avellino; Hornhautdystrophie, granulär-gittrige; englisch Combined Granular-Lattice Corneal Dystrophy; Granular Corneal Dystrophy, Type II;
Die Erstbeschreibung stammt aus dem Jahre 1988 durch den US-amerikanischen Ophthalmologen Robert Folberg und Mitarbeiter.
Die Bezeichnung „Avellino“ bezieht sich auf den Ursprungsort Avellino der Familie, bei der diese Erkrankung erstmals beobachtet wurde.

## Verbreitung
Die Häufigkeit ist nicht bekannt, die Erkrankung tritt in Japan, Korea und den USA gehäuft auf. Die Vererbung erfolgt autosomal-dominant.

## Ursache
Der Erkrankung liegen Mutationen im TGFBI-Gen auf Chromosom 5 Genort q31.1 zugrunde, welches für Keratoepithelin kodiert.

## Klinische Erscheinungen
Klinische Kriterien sind:
- Krankheitsmanifestation innerhalb der ersten 10 Lebensjahre
- früherer Beginn bei homozygoter Erkrankung
- mitunter lineare oder gitterartige Ablagerungen in der Hornhaut, weniger zahlreich als bei der granulären Hornhautdystrophie TypI
- mitunter schmerzhafte Erosionen der Hornhaut
- nur langsame Progredienz
- lange Zeit gut erhaltene Sehkraft

## Differentialdiagnose
Abzugrenzen sind die anderen Formen der granulären Hornhautdystrophie, aber auch die Monoklonale Gammopathie.